# Detlef König
Detlef König (* 1938 in Hagen; † 21. September 1981) war ein deutscher Rechtswissenschaftler und Hochschullehrer an der Ruprecht-Karls-Universität Heidelberg.

## Leben und Wirken
König studierte Rechtswissenschaften an den Universitäten Bonn und Freiburg. In Freiburg legte er 1961 sein Erstes Juristisches Staatsexamen ab. Ab 1964 arbeitete er in Freiburg als wissenschaftlicher Mitarbeiter von Ernst von Caemmerer am dortigen Institut für ausländisches und internationales Privatrecht. Nach dem Referendariat legte König 1968 sein Zweites Staatsexamen ab. Bereits 1967 war er von der Universität Freiburg mit der rechtsvergleichenden Arbeit Der Bereicherungsanspruch gegen den Drittempfänger einer Vertragsleistung nach französischem Recht zum Dr. iur. promoviert worden. 1976 habilitierte er sich in Freiburg mit einer bereicherungsrechtlichen Schrift für Privatrecht und Rechtsvergleichung. Im selben Jahr wurde er an der Universität Bonn zum Wissenschaftlichen Rat und Professor ernannt. Ebenfalls noch im selben Jahr nahm er einen Ruf der Universität Mannheim auf einen ordentlichen privatrechtlichen Lehrstuhl an. 1979 wechselte König an die Universität Heidelberg, wo er bis zu seinem frühen Tod 1981 den ordentlichen Lehrstuhl für Bürgerliches Recht, Handelsrecht und Wirtschaftsrecht, Rechtsvergleichung und Internationales Privatrecht innehatte. Ab 1980 war er zudem geschäftsführender Direktor des Heidelberger Instituts für ausländisches und internationales Privatrecht. Außerdem war er professeur associé an der Universität Montpellier.
Königs Forschungsschwerpunkte lagen vor allem im Bereicherungsrecht und in der Privatrechtsvergleichung. Sein aufgrund seines frühen Todes nicht sehr umfangreich geratenes Werk erfuhr in der Fachwelt jedoch verbreitete Anerkennung und wurde vielfach gelobt und zitiert. Bei seinem Tod hinterließ König seine Ehefrau und drei gemeinsame Kinder.

## Schriften (Auswahl)
- Der Bereicherungsanspruch gegen den Drittempfänger einer Vertragsleistung nach französischem Recht. Metzner, Frankfurt am Main 1967 (Dissertation).
- Konsumentenkredit: Neuordnung in den USA und deutsche Reformprobleme. Abhandlungen aus dem gesamten Bürgerlichen Recht, Handelsrecht und Wirtschaftsrecht. Enke, Stuttgart 1971.
- Ungerechtfertigte Bereicherung. Tatbestände und Ordnungsprobleme in rechtsvergleichender Sicht. Winter, Heidelberg 1993, ISBN 978-3-8253-3611-0 (Habilitationsschrift, postum erschienen).